# SN 1976L
SN 1976L – supernowa typu I odkryta 28 października 1976 roku w galaktyce NGC 1411. W momencie odkrycia miała maksymalną jasność 17,00m.